# Fratercula corniculata
El frailecillo corniculado (Fratercula corniculata) es una especie de ave caradriforme de la familia Alcidae. Es un ave marina autóctona de las costas de Alaska, Columbia Británica y parte de Siberia.